# Mercedes Guardado
Mercedes Guardado Olivenza (Ceclavín, Cáceres, 22 de julio de 1933 - Cáceres, 15 de octubre de 2023), también conocida como Mercedes Vostell, fue una directora artística española que desde 1998 hasta 2023 dirigió el Museo Vostell Malpartida y escribió cuatro obras, todas relaciones con su marido, el artista alemán Wolf Vostell y el museo en honor a él.

## Biografía
Mercedes Guardado nació en Ceclavín. A la edad de cuatro años se trasladó con su familia a Cáceres. Tras completar sus estudios de enseñanza media, cursó la carrera de Magisterio que terminó en 1956. Su primer destino como maestra de educación primaria la llevó a Guadalupe en 1957. En abril de 1958 conoció en Guadalupe a Wolf Vostell, con quien se casó en enero de 1959 en la Iglesia de Santiago en Cáceres. Tras su boda se trasladó a Colonia, donde residió desde 1959 hasta 1970, cuando fijaron su residencia en Berlín Occidental. A partir de 1960 participó en Happenings de Wolf Vostell.
Mercedes Guardado y Wolf Vostell fundaron en 1976 el Museo Vostell Malpartida en un antiguo lavadero de lanas en el paraje natural de Los Barruecos en Malpartida de Cáceres con la colaboración del ayuntamiento y del alcalde Juan José Lancho Moreno. Desde 1994 está gestionado por la Junta de Extremadura.
En 1982 publicó su primer libro El enigma Vostell en el que invitaba a amigos y conocidos a escribir sobre Wolf Vostell como homenaje al artista por su 50° aniversario. Participó como directora artística, junto con José Iges como director musical, en la puesta en escena de la Ópera Fluxus El jardín de las delicias de Wolf Vostell, representada en el Museo Vostell Malpartida durante Forosur en 2012.

## Obras
- Mercedes Guardado: El enigma Vostell. Edición Siberia Extremeña, Malpartida de Cáceres, 1982, ISBN 84-86147-01-X.
- Mercedes Guardado: Mi vida con Vostell. Un artista de vanguardia. Editorial La Fábrica, Madrid, 2011, ISBN 978-84-92841-91-2.
- Mercedes Vostell: Vostell - ein Leben lang. Siebenhaar Verlag, Berlín, 2012, ISBN 978-3-936962-88-8.
- Mercedes Guardado: La historia del Museo Vostell Malpartida. LB Publicación, Editor David Vostell, The Wolf Vostell Estate, 2018, ISBN 978-84-949836-2-7.

## Premios y reconocimientos
- 2000: La Asociación de Mujeres Carolina Coronado, Socia de Honor, Malpartida de Cáceres.
- 2009: Premios Avuelapluma, Promoción Cultural Museo Vostell Malpartida, Mercedes Guardado.
- 2011: Cigüeña de Plata. Ayuntamiento de Malpartida de Cáceres.
- 2023: Mural en la fachada del IES Al-Kázeres, Cáceres.[9]